# Carioca

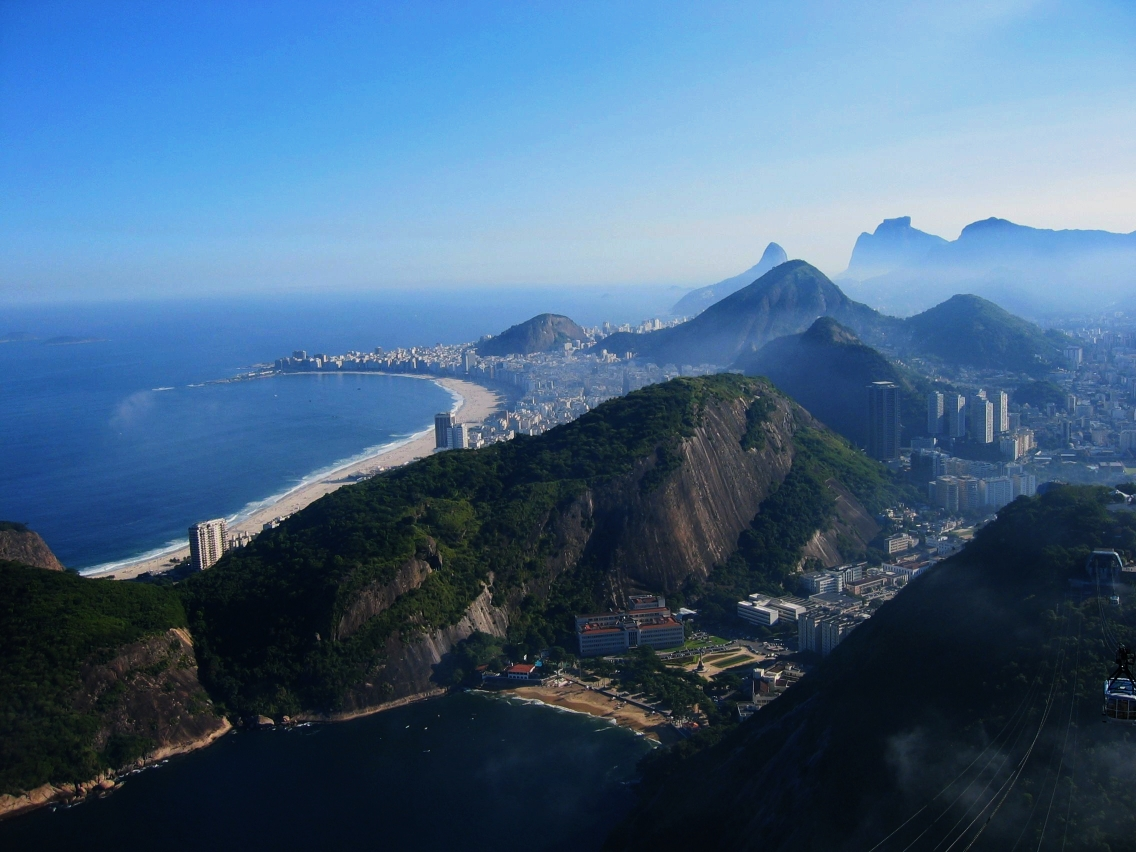
Uitzicht over Rio de Janeiro vanaf de Suikerbroodberg

Een Carioca is een inwoner van Rio de Janeiro in Brazilië. Dit woord wordt zowel voor mannen als voor vrouwen gebruikt, ook al zijn woorden die op -a eindigen doorgaans vrouwelijk in het Portugees. Het woord komt veelvuldig voor in Bossa Nova muziek, bijvoorbeeld het nummer "Ela é Carioca", "Zij is Carioca", van João Gilberto.
Het woord komt van de indianentaal Tupi en het betekent huis (oca) van de blanken (cari). Het "huis van de blanken" stond aan de oever van de rivier die vanuit het Floresta da Tijuca via Laranjeiras naar de Baai van Guanabara loopt. De rivier kreeg vandaar de naam Carioca. Het water van de Carioca rivier werd afgeleid via het Carioca Aquaduct naar het Largo da Carioca. Het Largo da Carioca is het centrum van de stad en de bewoners werden dan ook zo genoemd.